# Pêtamét
Một pêtamét (viết tắt là Pm) là một khoảng cách bằng 1015 mét.
Trong hệ đo lường quốc tế, pêtamét là đơn vị đo được suy ra từ đơn vị cơ bản mét theo định nghĩa trên.
Pêtamét có thể được dùng để đo khoảng cách giữa các vì sao, tuy nhiên các nhà thiên văn thường quen dùng năm ánh sáng (khoảng 9.5 pêtamét) và parsec (khoảng 31 pêtamét) hơn.
Chữ pêta (hoặc trong viết tắt là P) viết liền trước các đơn vị trong hệ đo lường quốc tế để chỉ rằng đơn vị này được nhân với 1015 lần. Xem thêm trang độ lớn trong SI.

## Các chuyển đổi
- 1 Pm = 6685 AU
- 1 năm ánh sáng = 9,46 Pm
- 1 parsec = 30,86 Pm
- khoảng cách từ Trái Đất đến Proxima Centauri (ngôi sao gần nhất) = 40,17 Pm
- khoảng cách từ Trái Đất đến sao Sirius = 81 Pm
- khoảng cách từ Trái Đất đến sao Vega = 237 Pm
- 1 Pm = 38.6 ngày ánh sáng